# Damernas svikthopp i simhopp vid olympiska sommarspelen 2000
Damernas svikthopp i de olympiska simhoppstävlingarna vid de olympiska sommarspelen 2000 hölls den 27-28 september i Sydney International Aquatic Centre. 

## Medaljörer
| Event             | Guld            | Silver            | Brons                  |
| 3 meter svikthopp | Fu Mingxia Kina | Guo Jingjing Kina | Dörte Lindner Tyskland |

## Resultat
| Placering | Simhoppare               | Land             | Kval   | Kval      | Semifinal        | Semifinal        | Semifinal        | Semifinal        | Final            | Final            | Final            |
| Placering | Simhoppare               | Land             | Poäng  | Placering | Poäng            | Placering        | Totalt           | Placering        | Poäng            | Placering        | Totalt           |
| --------- | ------------------------ | ---------------- | ------ | --------- | ---------------- | ---------------- | ---------------- | ---------------- | ---------------- | ---------------- | ---------------- |
| 1         | Fu Mingxia               | Kina             | 342,75 | 1         | 242,82           | 2                | 585,57           | 1                | 366,60           | 1                | 609,42           |
| 2         | Guo Jingjing             | Kina             | 332,67 | 2         | 251,22           | 1                | 583,89           | 2                | 346,59           | 2                | 597,81           |
| 3         | Dörte Lindner            | Tyskland         | 309,21 | 4         | 233,82           | 5                | 543,03           | 5                | 340,53           | 3                | 574,35           |
| 4         | Julia Pachalina          | Ryssland         | 316,08 | 3         | 236,43           | 4                | 552,51           | 3                | 333,99           | 4                | 570,42           |
| 5         | Anna Lindberg            | Sverige          | 275,34 | 11        | 233,34           | 6                | 508,68           | 9                | 325,83           | 5                | 559,17           |
| 6         | Vera Ilina               | Ryssland         | 305,25 | 5         | 237,81           | 3                | 543,06           | 4                | 317,34           | 7                | 555,15           |
| 7         | Chantelle Michell        | Australien       | 270,75 | 13        | 228,84           | 7                | 499,59           | 12               | 321,84           | 6                | 550,68           |
| 8         | Jenny Keim               | USA              | 285,12 | 9         | 225,90           | 8                | 511,02           | 8                | 308,28           | 9                | 534,18           |
| 9         | Irina Vyguzova           | Kazakstan        | 303,30 | 6         | 217,47           | 11               | 520,77           | 6                | 310,86           | 8                | 528,33           |
| 10        | Blythe Hartley           | Kanada           | 295,98 | 7         | 219,00           | 10               | 514,98           | 7                | 304,05           | 10               | 523,05           |
| 11        | Ganna Sorokina           | Ukraina          | 291,39 | 8         | 210,63           | 16               | 502,02           | 10               | 302,34           | 11               | 512,97           |
| 12        | Michelle Davison         | USA              | 280,26 | 10        | 219,48           | 9                | 499,74           | 11               | 291,00           | 12               | 510,48           |
| 13        | Azul Almazán             | Mexiko           | 272,85 | 12        | 216,03           | 13               | 488,88           | 13               | Gick inte vidare | Gick inte vidare | Gick inte vidare |
| 14        | Olga Jefimenko           | Ukraina          | 265,74 | 16        | 215,25           | 15               | 480,99           | 14               | Gick inte vidare | Gick inte vidare | Gick inte vidare |
| 15        | Svetlana Aleksejeva      | Belarus          | 260,91 | 17        | 216,48           | 12               | 477,39           | 15               | Gick inte vidare | Gick inte vidare | Gick inte vidare |
| 16        | Jane Smith               | Storbritannien   | 269,22 | 14        | 207,90           | 17               | 477,12           | 16               | Gick inte vidare | Gick inte vidare | Gick inte vidare |
| 17        | Rebecca Gilmore          | Australien       | 259,74 | 18        | 215,55           | 14               | 475,29           | 17               | Gick inte vidare | Gick inte vidare | Gick inte vidare |
| 18        | Tania Cagnotto           | Italien          | 259,74 | 18        | 206,55           | 18               | 466,29           | 18               | Gick inte vidare | Gick inte vidare | Gick inte vidare |
| 19        | Jashia Luna              | Mexiko           | 268,44 | 15        | 196,53           | 19               | 464,97           | 19               | Gick inte vidare | Gick inte vidare | Gick inte vidare |
| 20        | Eryn Bulmer              | Kanada           | 258,93 | 20        | Gick inte vidare | Gick inte vidare | Gick inte vidare | Gick inte vidare | Gick inte vidare | Gick inte vidare | Gick inte vidare |
| 21        | Sotiria Koutsopetrou     | Grekland         | 258,81 | 21        | Gick inte vidare | Gick inte vidare | Gick inte vidare | Gick inte vidare | Gick inte vidare | Gick inte vidare | Gick inte vidare |
| 22        | Nóra Barta               | Ungern           | 258,33 | 22        | Gick inte vidare | Gick inte vidare | Gick inte vidare | Gick inte vidare | Gick inte vidare | Gick inte vidare | Gick inte vidare |
| 23        | Sandra Ponthus           | Frankrike        | 242,79 | 23        | Gick inte vidare | Gick inte vidare | Gick inte vidare | Gick inte vidare | Gick inte vidare | Gick inte vidare | Gick inte vidare |
| 24        | Iohana Cruz              | Kuba             | 239,97 | 24        | Gick inte vidare | Gick inte vidare | Gick inte vidare | Gick inte vidare | Gick inte vidare | Gick inte vidare | Gick inte vidare |
| 25        | Orsolya Pintér           | Ungern           | 239,64 | 25        | Gick inte vidare | Gick inte vidare | Gick inte vidare | Gick inte vidare | Gick inte vidare | Gick inte vidare | Gick inte vidare |
| 26        | Ri Ok-Rim                | Nordkorea        | 238,77 | 26        | Gick inte vidare | Gick inte vidare | Gick inte vidare | Gick inte vidare | Gick inte vidare | Gick inte vidare | Gick inte vidare |
| 27        | Angelique Rodriguez      | Puerto Rico      | 235,47 | 27        | Gick inte vidare | Gick inte vidare | Gick inte vidare | Gick inte vidare | Gick inte vidare | Gick inte vidare | Gick inte vidare |
| 28        | Natalja Popova           | Kazakstan        | 234,90 | 28        | Gick inte vidare | Gick inte vidare | Gick inte vidare | Gick inte vidare | Gick inte vidare | Gick inte vidare | Gick inte vidare |
| 29        | Chen Ting                | Kinesiska Taipei | 229,77 | 29        | Gick inte vidare | Gick inte vidare | Gick inte vidare | Gick inte vidare | Gick inte vidare | Gick inte vidare | Gick inte vidare |
| 30        | Maria Marconi            | Italien          | 229,11 | 30        | Gick inte vidare | Gick inte vidare | Gick inte vidare | Gick inte vidare | Gick inte vidare | Gick inte vidare | Gick inte vidare |
| 31        | Karen Smith              | Storbritannien   | 224,58 | 31        | Gick inte vidare | Gick inte vidare | Gick inte vidare | Gick inte vidare | Gick inte vidare | Gick inte vidare | Gick inte vidare |
| 32        | Sheila Mae Pérez         | Filippinerna     | 223,65 | 32        | Gick inte vidare | Gick inte vidare | Gick inte vidare | Gick inte vidare | Gick inte vidare | Gick inte vidare | Gick inte vidare |
| 33        | Choe Song-Hui            | Nordkorea        | 222,84 | 33        | Gick inte vidare | Gick inte vidare | Gick inte vidare | Gick inte vidare | Gick inte vidare | Gick inte vidare | Gick inte vidare |
| 34        | Diana Pineda             | Colombia         | 220,68 | 34        | Gick inte vidare | Gick inte vidare | Gick inte vidare | Gick inte vidare | Gick inte vidare | Gick inte vidare | Gick inte vidare |
| 35        | Juliana Veloso           | Brasilien        | 220,62 | 35        | Gick inte vidare | Gick inte vidare | Gick inte vidare | Gick inte vidare | Gick inte vidare | Gick inte vidare | Gick inte vidare |
| 36        | Julie Danaux             | Frankrike        | 219,87 | 36        | Gick inte vidare | Gick inte vidare | Gick inte vidare | Gick inte vidare | Gick inte vidare | Gick inte vidare | Gick inte vidare |
| 37        | Alejandra Fuentes        | Venezuela        | 219,81 | 37        | Gick inte vidare | Gick inte vidare | Gick inte vidare | Gick inte vidare | Gick inte vidare | Gick inte vidare | Gick inte vidare |
| 38        | Catherine Maliev-Aviolat | Schweiz          | 204,06 | 38        | Gick inte vidare | Gick inte vidare | Gick inte vidare | Gick inte vidare | Gick inte vidare | Gick inte vidare | Gick inte vidare |
| 39        | Leong Mun Yee            | Malaysia         | 186,51 | 39        | Gick inte vidare | Gick inte vidare | Gick inte vidare | Gick inte vidare | Gick inte vidare | Gick inte vidare | Gick inte vidare |
| 40        | Svetlana Ishkova         | Argentina        | 185,61 | 40        | Gick inte vidare | Gick inte vidare | Gick inte vidare | Gick inte vidare | Gick inte vidare | Gick inte vidare | Gick inte vidare |
| 41        | Tsai Yi-San              | Kinesiska Taipei | 181,92 | 41        | Gick inte vidare | Gick inte vidare | Gick inte vidare | Gick inte vidare | Gick inte vidare | Gick inte vidare | Gick inte vidare |
| 42        | Eka Purnama Indah        | Indonesien       | 178,83 | 42        | Gick inte vidare | Gick inte vidare | Gick inte vidare | Gick inte vidare | Gick inte vidare | Gick inte vidare | Gick inte vidare |
| 43        | Conny Schmalfuss         | Tyskland         | 89,46  | 43        | Gick inte vidare | Gick inte vidare | Gick inte vidare | Gick inte vidare | Gick inte vidare | Gick inte vidare | Gick inte vidare |